# Balsamgran
Balsamgran (Abies balsamea) är en växtart inom ädelgranssläktet (Abies) i familjen tallväxter. Den beskrevs av Carl von Linné och fick sitt nuvarande namn av Philip Miller.

## Beskrivning
Balsamgranens barr är 1–2,5 cm långa och växer inte runt grenen utan står parställda åt sidan. Barren är mjukare än på den vanliga granen. Kottarna blir 5–7 cm långa. Trädets topp blir spetsig och smal i fullvuxet tillstånd.
Beteckningen "balsam" kommer av att det bildas blåsor på stammen innehållande välluktande kåda. Att dra barren genom knuten hand lämnar samma angenäma doft.

## Utbredning
Arten härstammar från nordöstra Nordamerika, och växer vilt från centrala Kanada i nordväst till Virginia i sydost. I Sverige är balsamgranen härdig till zon 3. Den förekommer förvildad i Sverige, dock sällsynt. Arten har introducerats även i Norge och Finland.

## Varieteter
Balsamgranen har två varieteter:
- A. balsamea var. balsamea
- A. balsamea var. phanerolepis

Den sistnämnda återfinns endast i de allra mest sydliga delarna av utbredningsområdet, i Virginia och West Virginia.

## Namnsorter
Det finns även flera namnsorter av arten i handeln:
- A. balsamea 'Columnaris'
- A. balsamea 'Compacta'
- A. balsamea 'Hudsonia' – lågvuxen och långsamväxande art.[3][7]
- A. balsamea 'Kiwi'
- A. balsamea 'Larry's Weeping'
- A. balsamea 'Nana' – snarlik 'Hudsonia', men har något kortare barr som sitter radiellt på skotten.[7]

- A. balsamea 'Piccolo'
- A. balsamea 'Renswoude'
- A. balsamea 'Tyler Blue'
- A. balsamea 'Verkade's Prostrate'